# 望云县
望云县，中国古县名。
辽朝时置，治所在今河北省赤城县北。金朝时省。元朝至元二年（1265年），并龙门县为镇，至元二十八年（1291年）改龙门镇为望云县，隶云州。明朝宣德六年（1431年），废为龙门卫，即龙关县治所。